# Peter Szervánszky
Peter Szervánszky   (Kispest, 24 de setembre de 1913 - Budapest, 27 de març de 1985) fou un violinista hongarès.
El 5 de gener de 1944, Péter va fer la primera representació a Hongria del segon concert per a violí de Béla Bartók, en què va tocar el final tots del concert. Bartók ja havia marxat d'Hongria cap als Estats Units i va deixar la partitura amb l'eminent musicòleg Bence Szabolcsi. Péter va interpretar l'obra amb lOrquestra Székesfövarosi, dirigida per János Ferencsik.
Péter és germà de l'artista Jenő Szervánszky i del compositor Endre Szervánszky, i oncle de la pianista Valéria Szervánszky.